# Гејл (кратер)
Гејл је кратер на Марсу пречника 154 km чија се старост процењује на 3.5 до 3,8 милијарди година. Кратер је назван по Волтеру Фредерику Гејлу, аустралијском банкару и аматерском астроному који је посматрао Марс крајем 19. века и први описао присуство канала.
У центру кратера се налази велики насип састављен од крхотина који се уздиже 5,5 km изнад северног пода кратера и 4,5 km изнад јужног пода кратера. Крхотине од којих је насип састављен су наслагане током милијарди година и можда крију податке о прошлости Марса, условима у којима је можда постојао живот.
Кратер је примарно место слетања за Марсову научну лабораторију, ровер који је НАСА послала да трага за доказима о присуству живота на Марсу.
- Приказ места слетања МНЛ и могуће путање кретања.
- Слика добијена помоћу фотографија и ласерских мерења.
- Велики кањон Гејл кратера сликан ХајРајз инструментом, дужина скале је 500 m.
- Компјутерски генерисана слика - зора над Гејл кратером.